# 进步 (政党)
进步（法語：Le Progrès），前称进步运动、进步974，是留尼汪的一个社会民主主义政党，成立于2013年3月3日，分裂自社会党。在2022年法国立法选举中，该党作为生态和社会人民新联盟的一部分参选。2024年，该党加入新人民阵线。